# Landratsamt Amberg-Sulzbach
Das Landratsamt Amberg-Sulzbach ist die Verwaltungsbehörde des Landkreises Amberg-Sulzbach in der Oberpfalz.
Behördenleiter ist Landrat Richard Reisinger (CSU).

## Organisation
- Amtsvorstand
- Abteilung 1 – Zentrale Angelegenheiten / Soziales
- Abteilung 2 – Finanzwesen
- Abteilung 3 – Bauwesen
- Abteilung 4 – Jugend / Gemeindeangelegenheiten / Ausländeramt
- Abteilung 5 – Umwelt / Sicherheit / Veterinärwesen
- Abteilung 6 – Gesundheitsamt
- Abteilung 7 – Tiefbau / Verkehrswesen[1]

## Gebäude

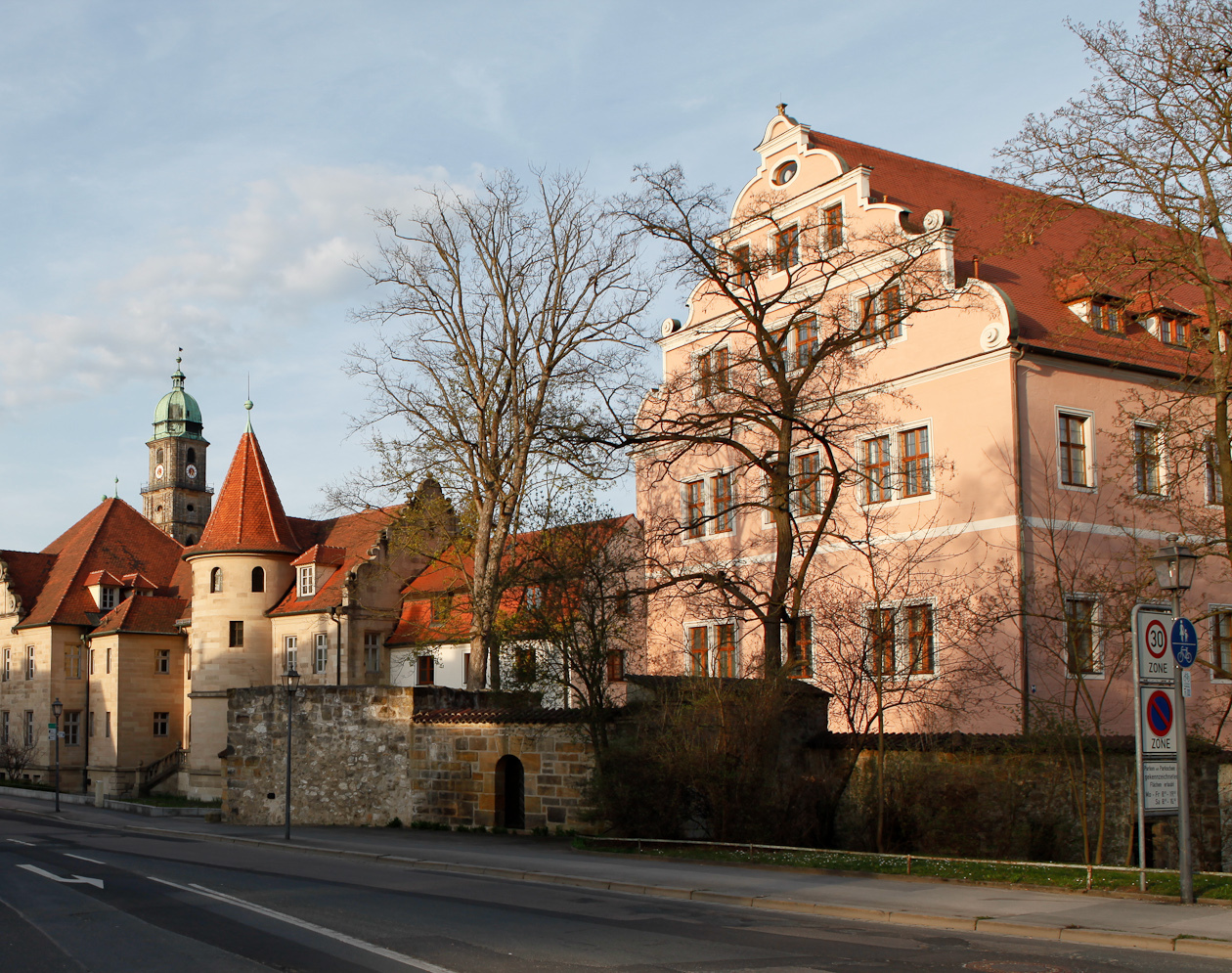
Ehem. Kurfürstliches Schloss (rechts), Hauptsitz des Landratsamtes Amberg-Sulzbach, und Rentamt (links daneben)

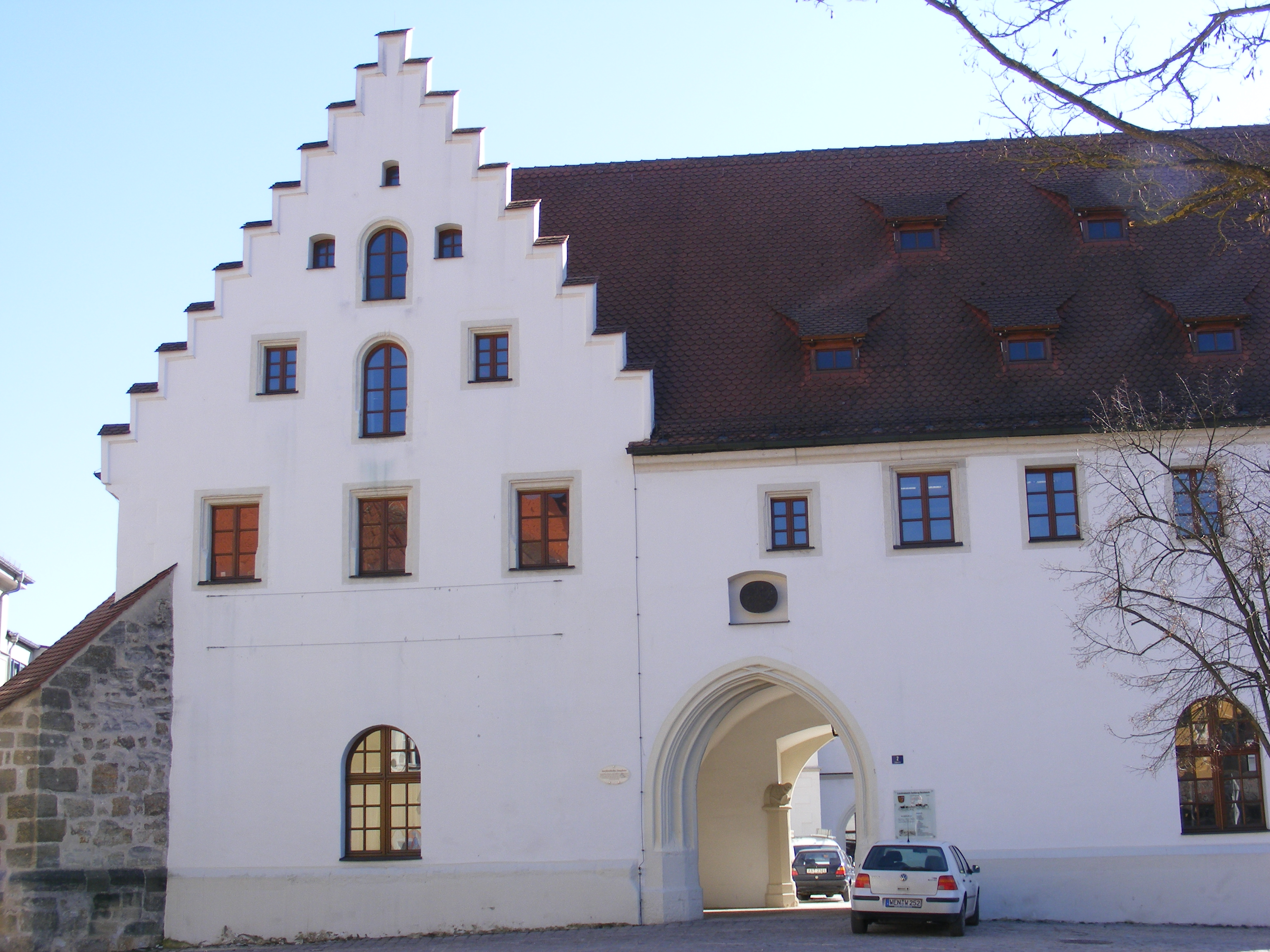
Ehem. Kurfürstliches Zeughaus in Amberg: Dienstgebäude des Landratsamtes Amberg-Sulzbach

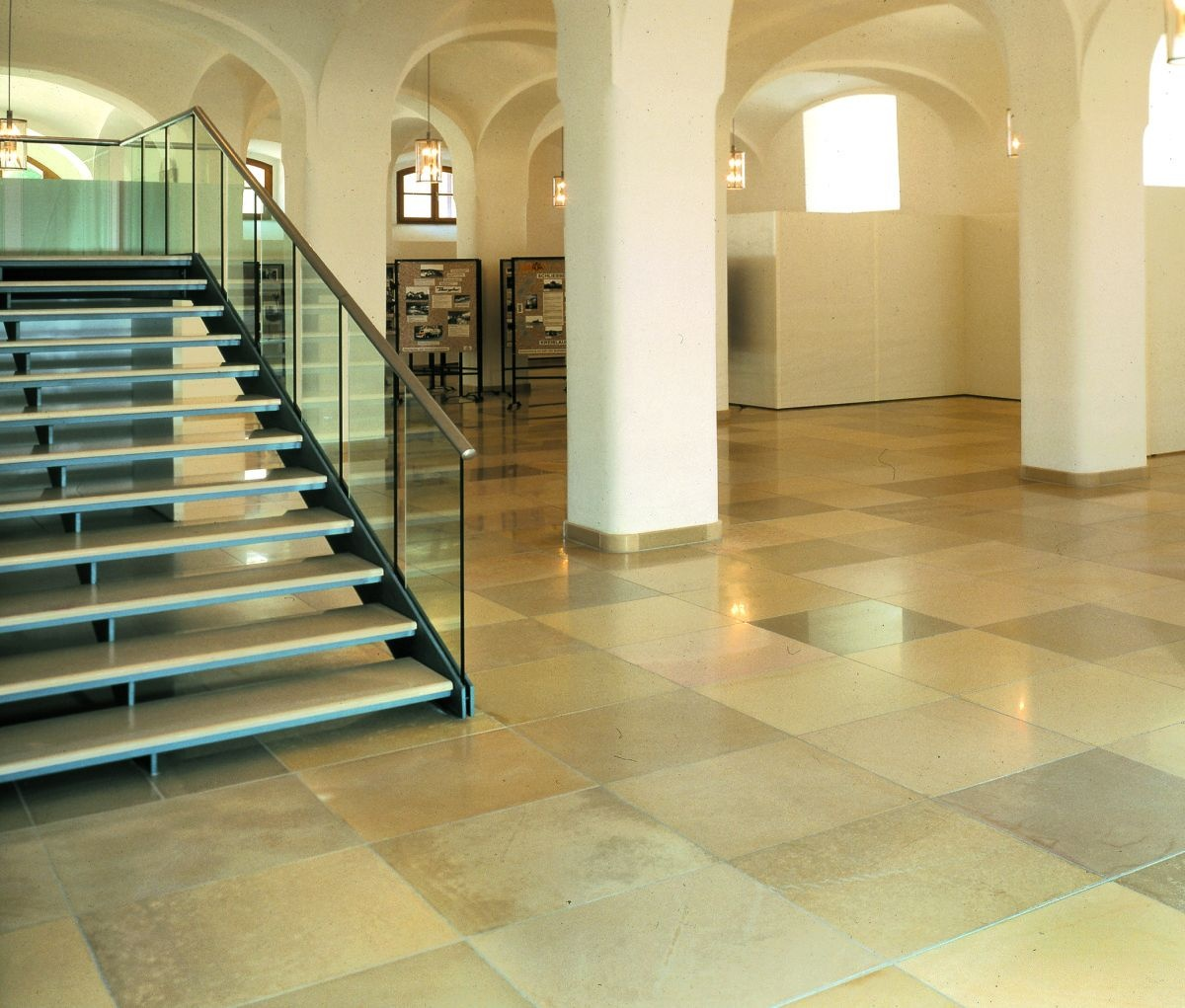
Landratsamt Amberg

Hauptgebäude ist das ehemalige Kurfürstliche Schloss Amberg in der Altstadt direkt an der Vils.
Weitere Dienstgebäude sind das Rentamt, das Wassertor („Stadtbrille“), das Zeughaus (Südflügel sowie Nord- u. Ostflügel), Beethovenstraße 7 (Führerschein- und Zulassungsstelle, Betreuungsamt, Sportförderung, Ehrenamtskarte), Hockermühlstraße 53 (Lebensmittelüberwachung und Veterinäramt) und Adalbert-Stifter-Straße 18 (Gesundheitsamt).